# Archiwum Państwowe w Piotrkowie Trybunalskim
Archiwum Państwowe w Piotrkowie Trybunalskim – zostało utworzone w 1919 roku.

## Historia
Początki tradycji archiwalnej sięgają XIV wieku, gdy założono archiwum grodzkie. W 1578 roku utworzono archiwum Trybunału Koronnego, a w 1828 roku na terenie Królestwa Polskiego, utworzono archiwum akt dawnych. W 1867 roku została utworzona Gubernia piotrkowska i wówczas w budynku poklasztornym o.o. Bernardynów, utworzono archiwum gubernialne, które istniało do I wojny światowej. Po zajęciu tych terenów w 1915 roku przez wojska austriackie, utworzono Generalne Gubernatorstwo Lubelskie. Podczas wojny akta piotrkowskie były formalnie dobrze zabezpieczone. 16 marca 1918 roku Ministerstwo Wyznań Religijnych i Oświecenia Publicznego, zgłosiło prośbę do władz austro-węgierskich o przekazanie archiwaliów pozostałych po urzędach rosyjskich i otrzymało odpowiedź pozytywną. W dniach 12-23 maja 1918 roku w Piotrkowie Trybunalskim przebywał „archiwista objazdowy” dr Wincenty Łopaciński, który prowadził lustrację zasobów archiwalnych.
31 lipca 1918 roku dekretem Rady Regencyjnej, o organizacji archiwów państwowych i opiece nad archiwaliami, utworzono 5 archiwów w Warszawie i 3 terenowe w Lublinie, Piotrkowie Trybunalskim i Płocku. Na początku były problemy finansowe, dopiero w styczniu 1919 roku archiwum rozpoczęło działalność, na terenie województwa łódzkiego. Pierwszym kierownikiem od stycznia do kwietnia 1919 roku był Wacław Stupnicki. W latach 1919–1926 archiwum przejęło archiwalia wytworzone przez urzędy i instytucje zaborcze. W 1934 roku zbiory archiwalne umieszczono w budynku przy ul. Bykowskiej, a w 1939 roku do budynku przy ul. Toruńską. Na początku II wojny światowej archiwum było zamknięte. Po wznowieniu działalności w lipcu 1940 roku, pod nadzorem niemieckiego Archivamtu w Radomiu. W latach 1941–1944 wywieziono zbiory archiwalne do Poznania i Katowic. Podczas okupacji pracownicy archiwum działali w ruchu oporu. Pod kierownictwem dr Jana Warężaka i Stefana Pawlaka, ukrywano najcenniejsze materiały archiwalne.
Po zakończeniu działań wojennych archiwum wznowiło działalność w lutym 1945 roku. W 1948 roku w Łodzi utworzono Oddział Terenowy Archiwum Państwowego w Piotrkowie Trybunalskim. W 1951 roku powołano Archiwum Państwowe w Łodzi, a archiwum w Piotrkowie Trybunalskim stało się oddziałem terenowym, które 29 marca 1951 roku przemianowana na Powiatowe Archiwum Państwowe, a od 1953 roku ponownie było oddziałem terenowym Wojewódzkiego Archiwum Państwowego w Łodzi. W 1975 roku powstało województwo piotrkowskie, dlatego archiwum w 1976 roku przemianowano na Wojewódzkie Archiwum Państwowe w Piotrkowie Trybunalskim. W Tomaszowie Mazowieckim utworzono ekspozyturę archiwum, które w 1980 roku zostało przemianowano na oddział. W 1984 roku zmieniono nazwę na Archiwum Państwowe w Piotrkowie Trybunalskim.
Kierownicy i dyrektorzy
1919 Wacław Stupnicki
1919–1928 Adam Próchnik
1928–1930 Józef Rawita-Raciborski
1930–1939 Ignacy Świątkowski
1940–1944 Jan Warężak
1944–1945 Józef Stojanowski
1945–1949 Adolf E. Mysłowski
1950–1952 Stefan Rosiak
1952–1969 Maria Karbowska
1970–1975 Henryk Kowalczyk
1975–1978 Joanna Nadgrodkiewicz
1978–1983 Ryszard Szwed
1883–1984 Krzysztof Urzędowski
1984–1997 Ryszard Kotewicz
1997–1998 Krzysztof Łapiński (p.o.)
1998–2006 Piotr Zawilski
Od 2006 Tomasz Matuszak